# Сут, Эйольф
Эйо́льф Су́т (норв. Eyolf Soot; 24 апреля 1859, Аремарк, Норвегия — 30 августа 1928, Осло, Норвегия) — норвежский художник.

## Биография
Эйольф Сут родился в Аремарке в Эстфолле, Норвегия. Он был внуком инженера и строителя каналов Энгебрета Сута. Бо́льшую часть детства провёл в Нью-Йорке, где его отец работал инженером. Когда Эйольфу было 17 лет, его отец умер. После смерти отца мать с детьми переехала в Норвегию. Сначала они жили в Лиллехаммере, а затем переехали в Христианию (ныне Осло), где Сут продолжил своё художественное образование в Королевской школе рисования и в школе живописи Кнуда Бергслина.
В 1878 году он провёл пять месяцев в Академии изящных искусств Карлсруэ в Берлине под руководством Карла Гуссова, а три месяца спустя — в 1881 году, под руководством Дьюлы Бенцура в академии в Мюнхене. Позже он учился у Леона Бонна в Париже. В 1882 году он дебютировал на первой осенней выставке в Осло. Позже участвовал во Всемирной выставке в Антверпене. Пожертвования дали Суту возможность обосноваться в Париже, где он был представлен на Всемирной выставке, на которой получил серебряную медаль.

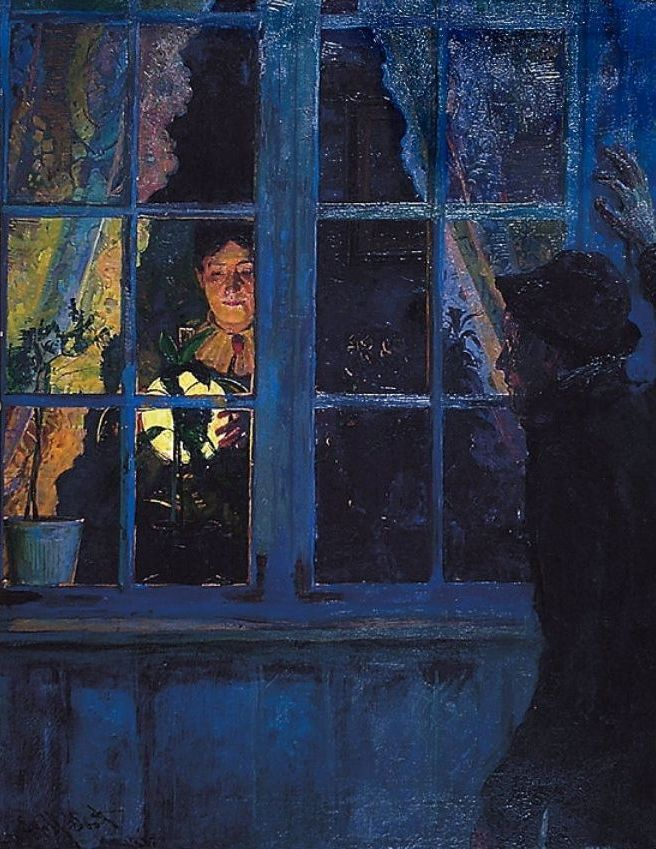
«I lampelys» (1895)

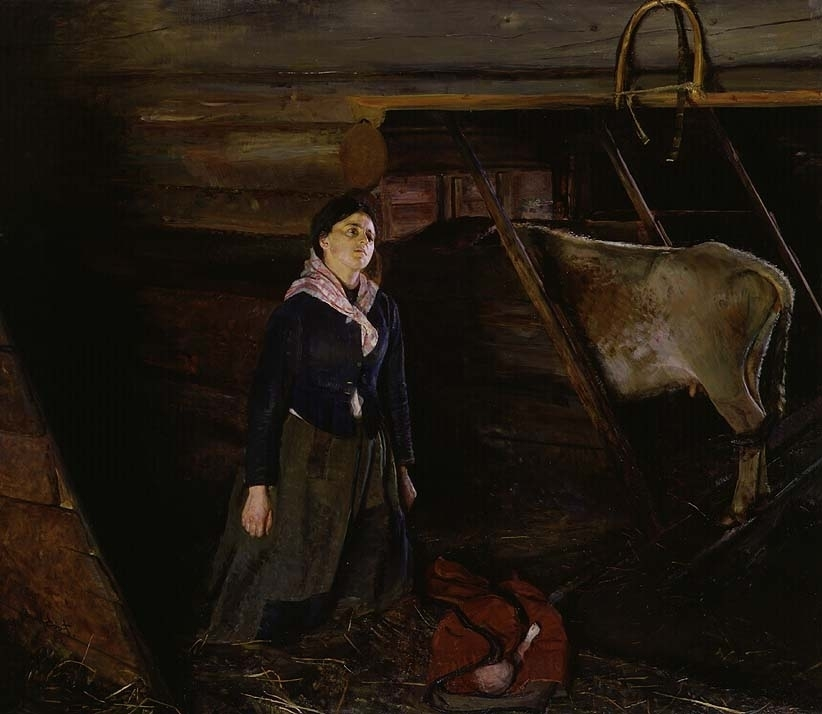
«Barnemordersken» (1895), Nasjonalmuseet

Период 1885—1895 годов был признан самым продуктивным в его жизни. С 1887 по 1888 год Эйольф работал в Париже. В 1888—1890 годах он жил на ферме к югу от Лиллехаммера, где рисовал местные пейзажи. Одна из картин этого периода — «Velkommen» (рус. Добро пожаловать), ныне принадлежащая Национальному музею искусства, архитектуры и дизайна. Возможно, это наиболее известная из его работ.

Эйольф Сут был женат на актрисе Инге Бьёрнсон, от которой у него родилась дочь Боттен Сут. Брак был расторгнут в 1900 году.

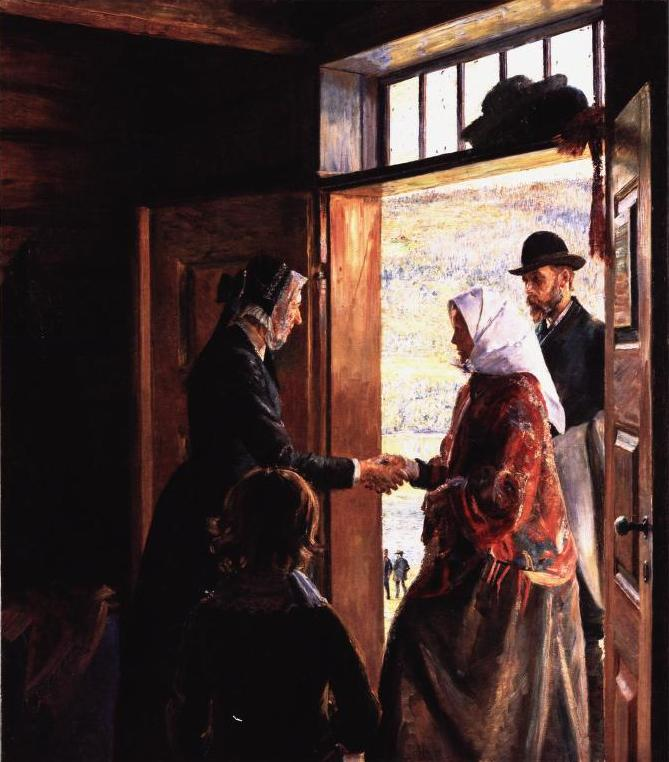
«Velkommen» (1890)

 После 1900 года он писал в основном портреты и пейзажи, но не смог достичь тех же высот, как в молодости. В последние годы жизни страдал от болезней.

## Галерея

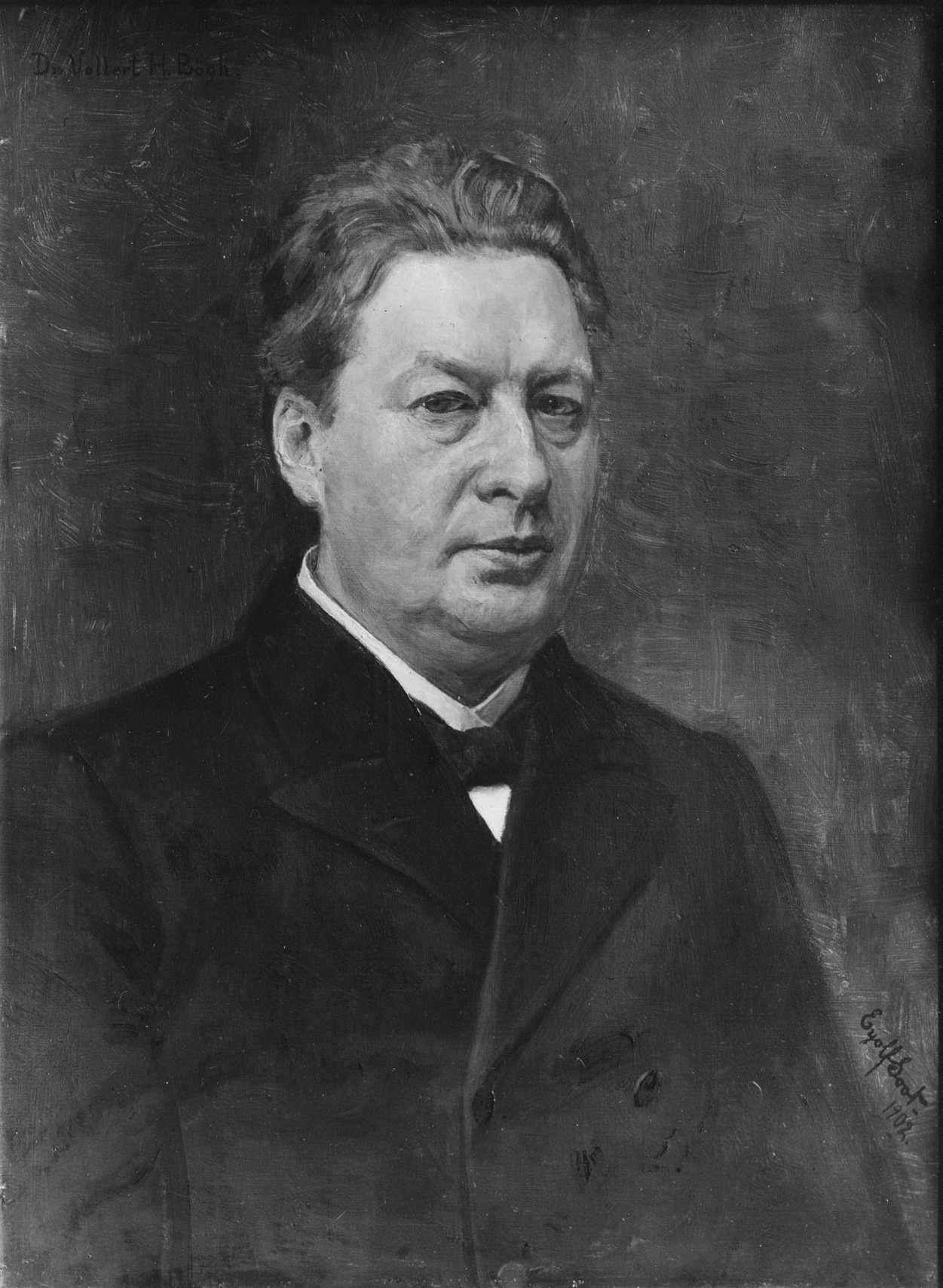
Портрет Воллерта Боха (1902)
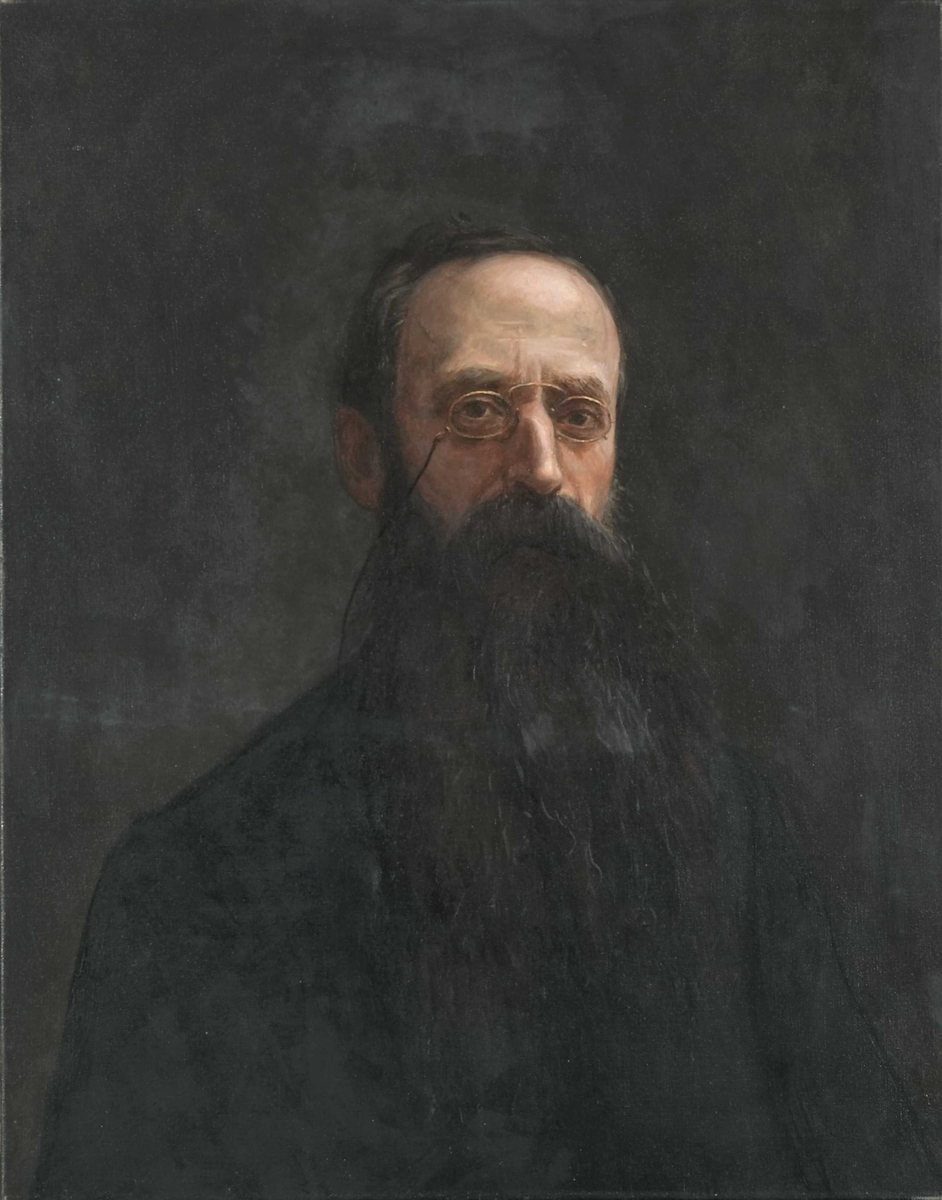
Портрет Фритьофа Плате (1890)
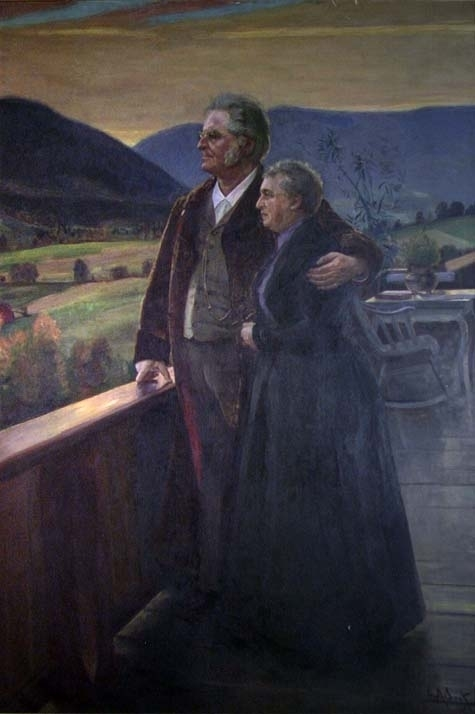
Портрет Бьёрнстьерне Бьёрнсона и его жены Каролины (1897)